# Neimongosaurus yangi
Il Neimongosauro (Neimongosaurus yangi) è un dinosauro carnivoro vissuto nel Cretaceo superiore in Cina.

## Un collo lunghissimo e artigli enormi
Il nome di questo strano dinosauro significa "lucertola della Mongolia Interna", dal posto in cui sono stati ritrovati i suoi resti. Il neimongosauro sembrerebbe essere stato un rappresentante dei segnosauri, ovvero quegli stranissimi dinosauri teropodi dalle caratteristiche paragonabili a quelle degli ornitischi. Questo dinosauro, in particolare, era dotato di un collo estremamente allungato, sormontato da un cranio piccolo e con denti piccoli e deboli. Come in tutti i segnosauri, gli arti anteriori erano dotati di lunghissimi artigli, dalla funzione ancora sconosciuta, e la coda era stranamente corta. Le dimensioni dell'animale dovevano aggirarsi sui 4-5 metri.